# Говард, Генри, граф Суррей

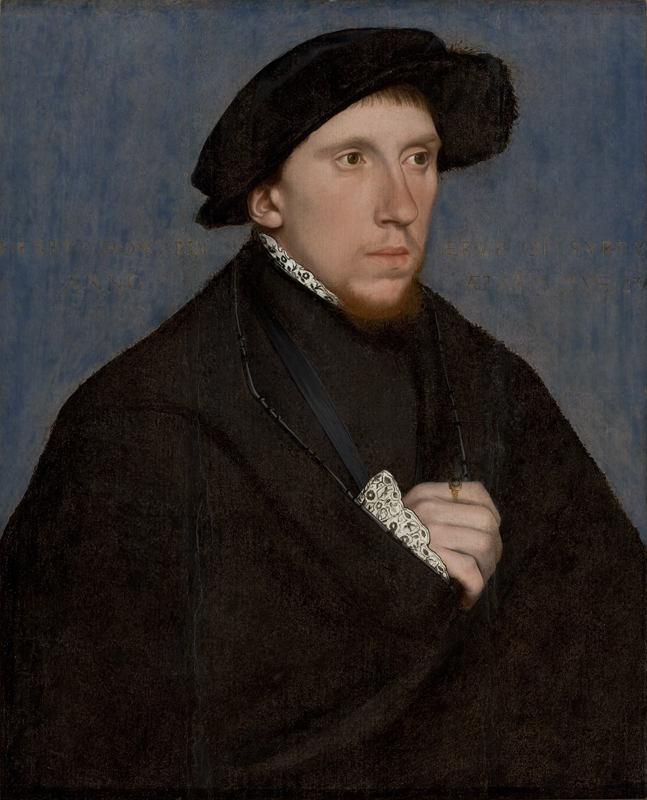
Генри Говард, граф Суррей

Генри Говард, граф Суррей (англ. Henry Howard, Earl of Surrey; ок. 1517 — 19 января 1547) — английский аристократ, один из основателей английской поэзии эпохи Возрождения.

## Биография
Генри Говард был сыном Томаса, 3-го герцога Норфолка, лидера консервативной оппозиции англиканским реформам короля Генриха VIII. Генри был приближённым короля, и в начале 1530-х годов даже велись переговоры о браке Суррея со старшей дочерью Генриха VIII Марией Тюдор. В 1542 году Генри участвовал в английском вторжении в Шотландию, а в 1543—1546 годах сопровождал короля в его походах во Фландрию и Францию. В 1544 году командовал английским флотом в морском сражении против Франции.
Говарды при дворе Генриха VIII соперничали с домом Сеймуров, родственниками Джейн Сеймур, третьей жены короля. В 1537 году Суррей по наущению Сеймуров был арестован по обвинению в сочувствии католическому восстанию в северной Англии. Когда в 1540 году двоюродная сестра Суррея, Екатерина Говард вышла замуж за короля Генриха VIII, позиции Говардов при дворе укрепились, однако после её осуждения и казни в 1542 году Сеймуры вновь получили преобладание. Воспользовавшись болезнью короля в 1546 году, Эдвард Сеймур обвинил Генри Говарда в попытке захвата власти в стране и реставрации католичества. Говард был арестован, заключён в Тауэр и в 1547 году казнён за девять дней до смерти Генриха VIII. Его отец герцог Норфолк был также приговорён к смерти, однако за день до казни король скончался, и Норфолка помиловали, хотя просидел в тюрьме он ещё долго.

## Поэзия
Суррей является одним из ранних английских гуманистов. Культ Дамы (сонеты, посвящённые Джеральдине) сочетается в его поэзии с меланхолическими настроениями. Ученик Томаса Уайетта. Поклонник Петрарки, знакомый, вероятно, и с творчеством французских поэтов (Маро, Сен-Желе), Суррей перенёс на английскую почву форму сонета, которой владел мастерски. Ему обычно приписывается создание сонета с полностью перестроенной структурой, так называемого английского сонета на семь рифм — три катрена с перекрёстной рифмой и двустишие с парной (abab cdcd efef gg). Эту форму сонета впоследствии разрабатывал Шекспир.
Другим важным нововведением Суррея было употребление белого стиха (перевод 2 и 4 песен «Энеиды»). Стих Суррея отличается лёгкостью и разнообразием. Ясность и простота стиля приближают его к Чосеру. Произведения Суррея, при жизни поэта распространявшиеся в рукописных списках, были впервые напечатаны через 10 лет после его смерти в сборнике стихов нескольких поэтов, так называемом «Тоттелевском сборнике» «Songes and sonettes written by the Right Honorable Lorde Henry Howard, late Earle of Surrey and other» (Песни и сонеты, написанные его превосходительством лордом Генри Говардом, покойным графом Сурреем и пр., 1557). Позднее этот сборник неоднократно переиздавался.

## Брак и потомство

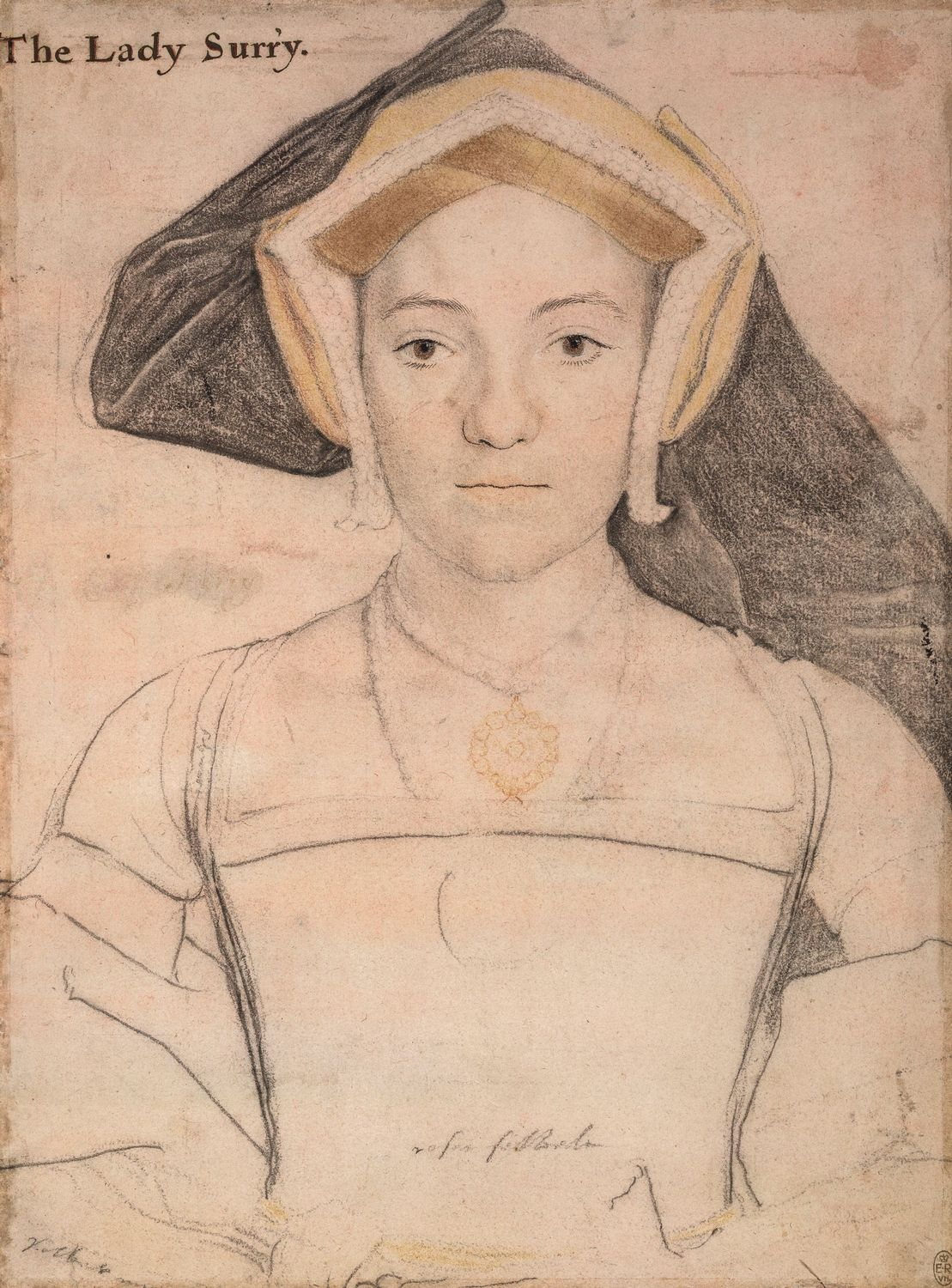
Фрэнсис де Вер (около 1517—1577), супруга графа Суррея

Граф Суррей женился в 1532 году на Фрэнсис де Вер (ок. 1517 — 30 июня 1577), дочери Джона де Вера, 15-го графа Оксфорда, и его жены Элизабет Трассел, от которой он имел двух сыновей и трех дочерей:
- Томас Говард, 4-й герцог Норфолк (10 марта 1536 — 2 июня 1572), женатый трижды: (1) Мэри Фицалан (2) Маргарет Одли (3) Элизабет Лейберн.
- Генри Говард, 1-й граф Нортгемптон (25 февраля 1540 — 15 июня 1614, умер холостым.
- Джейн Говард (? — июнь 1593), муж — Чарльз Невилл, 6-й граф Уэстморленд (1542/1543 — 1601).
- Маргарет Говард (30 января 1543 — 17 марта 1590/1591), которая вышла замуж за Генри Скрупа, 9-го барона Скрупа Болтонского.
- Кэтрин Говард (? — 7 апреля 1596), которая вышла замуж за Генри Беркли, 7-го барона Беркли (1534—1613).

## Кино
- Телесериал «Тюдоры» — в роли Генри Говарда актёр Дэвид О’Хара.